# Polska Scena Punk
Polska Scena Punk – seria wydawnicza obejmująca albumy muzyczne zawierające utwory różnych polskich wykonawców związanych ze sceną niezależną, grających muzykę punk rockową. Pierwsza odsłona serii wydawana była w drugiej połowie lat 90. XX wieku i na początku XXI wieku, na kasetach magnetofonowych, przez wydawnictwo GRS Tapes. W jej ramach ukazało się pięć albumów kompilacyjnych. Natomiast druga część serii ukazywała się począwszy od 2019 r. już na płytach kompaktowych, a wydawcą była wytwórnia muzyczna NOG Records. W tej części do końca 2024 r. ukazało się osiem albumów muzycznych. Możliwość wykreowania tak przekrojowego wydawnictwa oparta była na bardzo bogatej kolekcji wydawnictw i nagrań, często unikalnych, zgromadzonej przez braci Piotra Giglewicza (m.in. Uliczny Opryszek) i Mariusza Giglewicza (m.in. Nauka o Gównie) oraz ich kontaktach z muzykami i zespołami prezentowanymi w wydawanych składankach. W ten sposób przez kilka lat działalności wydawniczej powstała seria prezentująca, choć w sposób subiektywny, to jednak przekrojowo dorobek polskich kapel punk rockowych.

## Historia
Pomysł, idea, ale przede wszystkim również możliwość wydania albumów serii „Polska Scena Punk” wynikły z faktu, że dwaj bracia, a mianowicie Piotr Giglewicz (muzyk, grający między innymi w zespołach Uliczny Opryszek, Nauka o Gównie, Robotnik, WRS Band) oraz Mariusz Giglewicz (muzyk, występujący między innymi w zespołach Nauka o Gównie, Uliczny Opryszek, Robotnik, Kultura Obszczymura), zgromadzili bardzo dużą kolekcję historycznych nagrań wiązanych z polską sceną punk, często nigdzie niedostępnych. W kolekcji tej znalazły się między innymi dema, bootlegi i dawne albumy, często już w czasie ich publikacji trudno dostępne.
W drugiej połowie lat 90. XX wieku i na początku XXI wieku Mariusz Giglewicz oprócz działalności stricte muzycznej, prowadził także własne wydawnictwo muzyczne pod nazwą GRS Tapes z Nowego Tomyśla, w ramach którego publikowane były albumu muzyczne na kasetach magnetofonowych. I to w ramach tej firmy rozpoczęto wydawanie pierwszej odsłony serii wydawniczej pod szyldem „Polska Scena Punk”. Pierwsza składanka w jej ramach ukazała się w 1997 r., a kolejne, które otrzymywały już swój indywidualny numer w ramach serii, w latach: 1997 r. (vol. 2), 2000 r. (vol. 3), 2002 r. (vol. 4, vol. 5). W ten sposób powstała seria pięciu albumów kompilacyjnych wydanych przez tę wytwórnię muzyczną na kasetach magnetofonowych.
Po założeniu i zorganizowaniu przez wyżej wymienionego Mariusza Gilewicza nowej wytwórni muzycznej – NOG Records – która dystrybuowała wydawane przez siebie albumu muzyczne już na płytach kompaktowych i w wybranych przypadkach na płytach gramofonowych, powrócono do pomysłu sprzed lat i rozpoczęto wydawanie nowej publikacji seryjnej, stanowiącej kontynuację poprzedniej odsłony, obejmującej wybrane nagrania polskich zespołów muzycznych, punk rockowych i ewentualnie innych, ale związanych ze sceną niezależną, również pod hasłem „Polska Scena Punk”. Jak poprzednio poszczególne części składanki otrzymywały kolejne numery, z nową numeracją „od początku”, czyli od jedynki (choć pierwszy z albumów nie miał w tytule numeru, który został dodany od drugiej publikacji), ale z dodanym indywidualnym dla każdej z części podtytułem.
Pierwsza składanka nowej odsłony publikacji w ramach serii „Polska Scena Punk” ukazała się w 2019 r. na jednej płycie kompaktowej i w 2020 r. na dwóch płytach gramofonowych, a kolejne odpowiednio w 2020 r. (vol.2, vol. 3), 2021 r. (vol.4), 2022 r. (vol.5), 2023 r. (vol.6, vol. 7), 2024 r. (vol.8). Dzięki tym wydawnictwom seria wzbogaciła się, według stanu na koniec 2024 r., o osiem kolejnych albumów kompilacyjnych.
Wytwórnia NOG Records opublikowała także reedycje albumów wchodzących w skład pierwszej odsłony serii wydawniczej „Polska Scena Punk”, oczywiście już na płytach kompaktowych. Generalnie znalazły się na nowym nośniku danych te same utwory, które były wcześniej zamieszczone na kasetach magnetofonowych. Wyjątkiem jest album „Polska Scena Punk Vol.3”. W tym przypadku w reedycji na płycie CD zamieszczono 18 a nie 20 utworów. Pominięto bowiem dwa nagrania formacji R.P. Oi! (Rzeczpospolita Polska Oi!).

## Albumy
| Lp. | odsłona | numer | tytuł                                         | rok  | liczba wykonawców | liczba utworów | przypisy                                         |
| --- | ------- | ----- | --------------------------------------------- | ---- | ----------------- | -------------- | ------------------------------------------------ |
| 1   | I       | 1     | Polska Scena Punk                             | 1997 | 8                 | 16             | [ 11 ] [ 12 ] [ 41 ]                             |
| 2   | I       | 2     | Polska Scena Punk Vol.2                       | 1997 | 8                 | 15             | [ 11 ] [ 13 ] [ 42 ]                             |
| 3   | I       | 3     | Polska Scena Punk Vol.3                       | 2000 | 15                | 20             | [ 11 ] [ 14 ] [ 43 ]                             |
| 4   | I       | 4     | Polska Scena Punk Vol.4                       | 2002 | 15                | 17             | [ 11 ] [ 15 ] [ 44 ]                             |
| 5   | I       | 5     | Polska Scena Punk Vol.5                       | 2002 | 16                | 21             | [ 11 ] [ 16 ] [ 45 ]                             |
| 6   | II      | 1     | Polska Scena Punk – Być zawsze sobą           | 2019 | 27                | 26             | [ 7 ] [ 11 ] [ 20 ] [ 21 ] [ 22 ] [ 46 ]         |
| 7   | II      | 2     | Polska Scena Punk Vol.2 Czy pamiętasz?        | 2020 | 25                | 25             | [ 11 ] [ 47 ] [ 23 ] [ 24 ] [ 48 ] [ 49 ]        |
| 8   | II      | 3     | Polska Scena Punk Vol.3 – Trzeba żyć          | 2020 | 28                | 28             | [ 11 ] [ 50 ] [ 25 ] [ 26 ] [ 51 ] [ 52 ]        |
| 9   | II      | 4     | Polska Scena Punk Vol.4 – Wolność             | 2021 | 24                | 24             | [ 11 ] [ 27 ] [ 53 ] [ 54 ] [ 28 ] [ 55 ] [ 56 ] |
| 10  | II      | 5     | Polska Scena Punk Vol.5 – Młodzi gniewni      | 2022 | 25                | 25             | [ 11 ] [ 57 ] [ 58 ] [ 29 ] [ 59 ] [ 60 ]        |
| 11  | II      | 6     | Polska Scena Punk Vol.6 – Zawyły syreny       | 2023 | 25                | 25             | [ 11 ] [ 30 ] [ 61 ] [ 62 ] [ 63 ] [ 64 ]        |
| 12  | II      | 7     | Polska Scena Punk Vol.7 – Stacja Warszawa     | 2023 | 25                | 25             | [ 11 ] [ 31 ] [ 65 ] [ 66 ] [ 67 ]               |
| 13  | II      | 8     | Polska Scena Punk Vol.8 – Hipokryzja i zdrada | 2024 | 26                | 26             | [ 11 ] [ 32 ] [ 33 ] [ 68 ] [ 69 ]               |

## Nośniki danych
| Lp. | nośnik danych        | liczba albumów | wydanie podstawowe | reedycja |
| --- | -------------------- | -------------- | --- | --- |
| 1   | kaseta magnetofonowa | 5              | - Polska Scena Punk - Polska Scena Punk Vol.2 - Polska Scena Punk Vol.3 - Polska Scena Punk Vol.4 - Polska Scena Punk Vol.5 | |
| 2   | płyta kompaktowa     | 13             | - Polska Scena Punk – Być zawsze sobą - Polska Scena Punk Vol.2 Czy pamiętasz? - Polska Scena Punk Vol.3 – Trzeba żyć - Polska Scena Punk Vol.4 – Wolność - Polska Scena Punk Vol.5 – Młodzi gniewni - Polska Scena Punk Vol.6 – Zawyły syreny - Polska Scena Punk Vol.7 – Stacja Warszawa - Polska Scena Punk Vol.8 – Hipokryzja i zdrada | - Polska Scena Punk - Polska Scena Punk Vol.2 - Polska Scena Punk Vol.3 - Polska Scena Punk Vol.4 - Polska Scena Punk Vol.5 |
| 3   | płyta gramofonowa    | 1              | Polska Scena Punk – Być zawsze sobą dwie płyty długogrające | |

## Odbiór, oddźwięk i opinie
Składanka „Polska Scena Punk” to ciekawe i przekrojowe zestawienie zespołów muzycznych tworzących polską scenę punk rockową. Jest ono oczywiście subiektywnym wyborem twórców tej kompilacji, którzy albo sami należą do muzyków budujących tę scenę, albo są to osoby blisko z nią związane. Obejmują kapele działające zarówno w latach 80. oraz 90. XX wieku, jak i w późniejszych okresach czasu. O wielu z nich można powiedzieć, że bywają zapominane, ale też o większości publicyści piszą, że to często legendy, ikony punka i jeśli nawet w odniesieniu do niektórych z nich nie można zastosować tych określeń w kontekście całej Polski, to co najmniej dla regionu, z którego pochodzą oraz w którym najintensywniej działali. Dzięki takiemu podejściu do tematu jej twórców, stanowi ona w pewnym sensie pewną dokumentację rodzimej sceny punkowej.
Seria ta wydawana była sukcesywnie, przez kolejne lata. Aby możliwa była publikacja konkretnego utworu oczywiście niezbędne były określone działania, które wymagały także kontaktów bezpośrednich twórców składanki i muzyków tworzących byłe lub nadal istniejące zespoły punkowe. W naturalny sposób zbudowana została w tym zakresie pewna więź i w ten sposób powstała swoista „rodzina zespołów”, które wpisały się w dewizę przyświecającą wydawnictwu oraz zbudowana została pewna marka, która następnie zaczęła być wykorzystywana przykładowo do promowania organizowanych imprez i koncertów. W tym kontekście sygnowano plakaty zapowiadające koncerty zespołów wchodzących w skład „rodziny Polskiej Sceny Punk”. Pojawiły się także inne wspólne inicjatywy, działania i projekty, a zbudowana więź sprawiła, że wiele kapel po prostu „trzyma się razem”.
Biorąc pod uwagę powyższe aspekty także w wypowiedziach członków zespołów, których utwory znalazły się w składakach tej serii, znaleźć można przede wszystkim bardzo pozytywne opinie na temat wydawnictwa, jak i wręcz stwierdzenia, że jest to wyróżnienie i zaszczyt, szczególnie jeśli tytuł utworu danej kapeli stał się tytułem danego albumu. Podkreśla się przy tym, że wydawnictwo jest spójne, prezentuje typowy polski punk rock bez specjalnych udziwnień i rozszerzeń typu hardcore lub inne odmiany oraz to, że jak wyżej zaznaczono docenia zarówno młodsze kapele jak i doświadczone czy już po prostu minione. W kontekście wspominanej spójności zestawienia pod względem stylu i treści ocena nie jest jednak jednoznaczna, gdyż to dla jednych może stanowić zaletę, a dla innych może jednak być pewną wadą.
Można także spotkać pozytywne komentarze dotyczące jakości i designu wydań konkretnych albumów. W zakresie płyt kompaktowych jest to co prawda najczęściej standardowe opakowanie typu digipack, ale wykonane gustownie, z dodaniem zdjęć zespołów i wszystkimi niezbędnymi informacjami. W sprzedaży dostępne są także różne gadżety oraz inne produkty nawiązujące do tej akcji, między innymi z grafikami kompilacji, takie jak na przykład t-shirty czy kubki. A nawet już sam fakt, że komuś się chce tworzyć takie wydawnictwo, że inwestuje w nakład i dystrybucję, zasługuje na docenienie i szacunek.

## Muzyka Przeciwko Rasizmowi
Większość albumów w ramach składanki została wydana pod patronatem kampanii społecznej prowadzonej pod hasłem „Muzyka Przeciwko Rasizmowi”, zapoczątkowanej przez Marcina Kornaka i realizowanej przez Stowarzyszenie „Nigdy Więcej”. W związku z tym na okładce tych albumów zamieszczono logo wymienionej akcji, a mianowicie dotyczy to następujący publikacji:
- Polska Scena Punk Vol.2[74]
- Polska Scena Punk Vol.3[75]
- Polska Scena Punk – Być zawsze sobą[76][77][78]
- Polska Scena Punk Vol.2 Czy pamiętasz?[79][80]
- Polska Scena Punk Vol.3 – Trzeba żyć[81][82]
- Polska Scena Punk Vol.4 – Wolność[83][84]
- Polska Scena Punk Vol.5 – Młodzi gniewni[85]
- Polska Scena Punk Vol.6 – Zawyły syreny[86]
- Polska Scena Punk Vol.7 – Stacja Warszawa[87]
- Polska Scena Punk Vol.8 – Hipokryzja i zdrada[88][89].

Stowarzyszenie „Nigdy Więcej” na długiej liście wykonawców muzycznych i wydawnictw zamieszczających logo akcji „Muzyka Przeciwko Rasizmowi” prezentowanej na stronie stowarzyszenia, pomija jednak te albumy, z wyjątkiem jednego – Polska Scena Punk Vol.2.

## Logo oraz inne akcje i ich oznaczenia
Na okładkach płyt kompaktowych w ramach drugiej odsłony serii zamieszczono także opracowane później logo niniejszego projektu oraz loga i oznaczenia innych akcji lub podmiotów, w tym między innymi:
- „Harmonic Content” Studio Nagraniowe Wrocław
- „Desperat Zine”
- „Punk Radio Underground”
- „Wiara Rocka”
- „Rock nad Legą”[76][79][81][83][85][86][87][88].

Opracowane na potrzeby drugiej odsłony składanek niniejszej serii wydawniczej logo składa się z napisu „Polska Scena Punk”, przy czym litery zostały zapisane z wykorzystaniem kapitalików, a każde z trzech słów wchodzących w skład nazwy własnej jest zapisane jedno pod drugim, a całość otrzymała odpowiednią stylizację. Na okładkach płyt kompaktowych logo to jest w kolorze czerwonym. Natomiast na przedniej stronie obwoluty, w identycznej stylizacji, napis ten jest wykonany w jednym wersie. W pierwszej odsłonie serii zaś na okładkach kaset magnetofonowych, choć napis ten również był w kolorze czerwonym, to jednak miał inną stylizację i nie było odrębnego loga.